# Азартні ігри в Колумбії
Азартні ігри в Колумбії є повністю легальним бізнесом, в країні працюють кілька десятків казино.

## Історія
Усі ігрові автомати, створені до 1952 року, вважаються некомерційними, а лише виставковими. 1977 і 1978 року було прийнято низку президентських указів, що ставили за мету регулювання азартних ігор.
1991 року уряд Колумбії провів реструктуризацію Конституції, але цього було недостатньо для належного нагляду та організації грального бізнесу. 2001 року було прийнято Закон 643, який врешті описав правила роботи ігрових залів, казино та залів для бінго.
Нові правила згідно з ETESA (ісп. Empresa Territorial Para la Salud) виявилися успішнішими. Прибутки держави від азартних ігор зросли в 6 разів, але до 2008 року незаконні азартні ігри все ще були настільки ж широко розповсюджені, як і незаконний обіг наркотиків.
До 2001 року більшість азартних ігор Колумбії контролювали воєнізовані організації, які роками контролювали виробництво та продаж кокаїну. 20 % всієї азартної діяльності Колумбії лишалися в тіні. Серед 65 тис. ігрових автоматів 20 тис. були нелегальними. Тодішній президент Альваро Урібе розширив повноваження ETESA як протидію нелегальним казино, ставлячи за мету виведення всього цього сектора з тіні. До 2009 року ETESA розширила перевидала 22 ліцензії, видавши 10 нових. Того року Аргентина та Колумбія змагалися за місце лідера азартної індустрії Південної Америки.
Після кількох корупційних скандалів Альваро Урібе планував розпустити ETESA, але 2011 року ETESA замінила рада азартних ігор ісп. Coljuegos, що швидко усунула недоліки системи.
Онлайнові казино дозволені, але місцевих сайтів, що б приймали такі ставки, немає. Колумбійці можуть брати участь у онлайн-ставках на спортивні змагання на іноземних сайтах. Ставки на перегони — це нейпопулярніша азартна гра в Колумбії.
З того часу азартний ринок Колумбії зростає, лише в сфері спортивних перегонів працює щонайменше 40 тис. людей. 2019 року гральний бізнес приніс державі прибутків на 460 млн $, що склало 0,2 % ВВП країни, в цій сфері працює 111 тис. людей.
Станом на 2020 рік, у Колумбії працювало більше казино та гральних закладів, ніж у всіх південноамериканських країнах, крім Аргентини. Для участі в іграх допускаються люди віком від 18 років. Восени 2020-го місцевий регулятор Coljuegos опублікував нові правила регулювання проведення «віддаленого» бінго (постанова не включала правила для онлайн-рулетки й покера). Правила вимагають у операторів проводити розіграші в прямому етері, а також дозволяють авторизованим точкам продажу продавати карти бінго з доставкою додому, але продаж через інтернет було заборонено. Ці правила мають діяти до кінця 2021 року.
Колумбія постійно бореться з нелегальними азартними іграми. Лише протягом 2020 року в країні було вилучено 871 неліцензійний гральний автомат. Найбільше машин вилучено в департаменті Кіндіо (256), 206 у Картахені, 168 в Барранкільї і 110 у Медельїні. Виручку від нелегальних автоматів держава оцінює в 8.1 млн $ на рік.